# Feliks Stramik
Feliks Michał Stramik (ur. 20 listopada 1924 w Sanoku, zm. 5 kwietnia 2007 w Warszawie) – generał dywizji Wojska Polskiego, dowódca Wojsk Ochrony Pogranicza (1983-1990).

## Życiorys
Syn Józefa i Marii. Do 1939 uczeń lwowskiego gimnazjum. W czasie wojny obronnej w 1939, uczestniczył jako harcerz w obronie Lwowa. W okresie okupacji niemieckiej do 1942 uczęszczał do szkoły handlowej Polnische Öffentliche Handelsschule (obecnie Zespół Szkół nr 1 im. Karola Adamieckiego w Sanoku). Od sierpnia 1944, współorganizator posterunku milicji w Sanoku, we wrześniu wstąpił do Wojska Polskiego. Po ukończeniu Oficerskiej Szkoły Piechoty nr 2 w Lublinie 31 stycznia 1945 promowany na stopień podporucznika, objął dowództwo plutonu moździerzy w 9 zapasowym pułku piechoty 2 Armii WP stacjonującym w Rzeszowie. Uczestnik walk z Ukraińską Powstańczą Armią na Rzeszowszczyźnie.
W maju tego samego roku objął dowództwo pododdziałów szkolnych w 12 szkolnym pułku piechoty w Skierniewicach, a następnie 62 pułku piechoty w Ełku. W marcu 1947, odbył kurs oficerów sztabów wielkich jednostek w Centrum Wyszkolenia Piechoty w Rembertowie, który ukończył z wyróżnieniem w listopadzie, otrzymał również w tym okresie awans na kapitana.

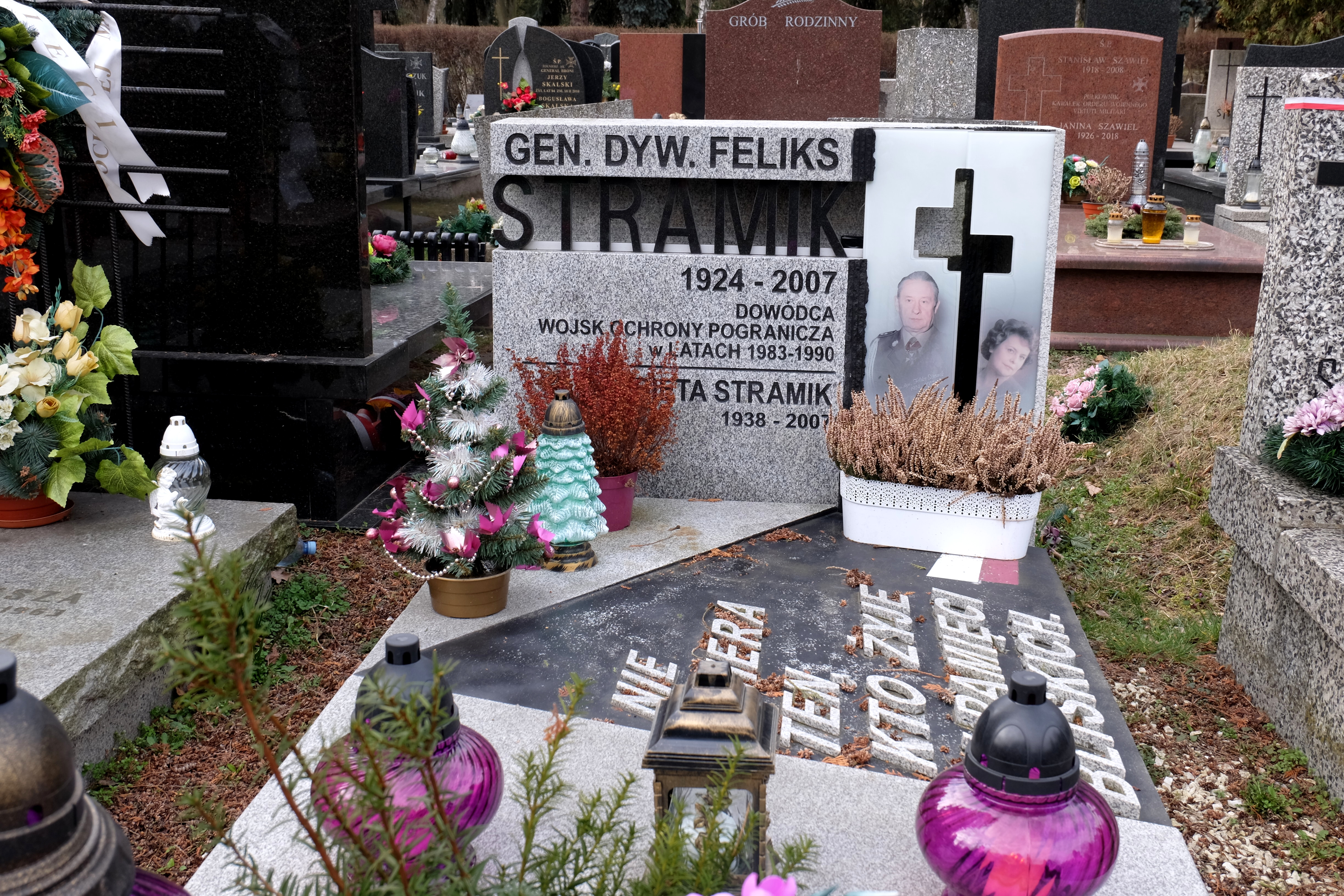
Grób gen. Feliksa Stramika na Cmentarzu Wojskowym na Powązkach w Warszawie

Od początku lat 50. związany z WOP, początkowo jako pracownik Wydziału Operacyjnego Departamentu Wojsk Ochrony Pogranicza, od 1957 do 1960 w Akademii Sztabu Generalnego, następnie po awansie na pułkownika (1960) został zastępcą Szefa Wojsk Ochrony Pogranicza, od 1971 sprawował funkcję szefa sztabu Dowództwa WOP, a od 1983 dowódcy WOP. W 1974 mianowany generałem brygady, a w 1985 generałem dywizji (obie nominacje wręczał w Belwederze przewodniczący Rady Państwa prof. Henryk Jabłoński). Uczestnik reorganizacji WOP w Straż Graniczną.
W Wojsku Polskim służył formalnie od 25 stycznia 1945 do 31 lipca 1990. Od kwietnia 1991 w stanie spoczynku, pożegnany przez ministra spraw wewnętrznych Krzysztofa Kozłowskiego. Zmarł 5 kwietnia 2007. Został pochowany na Cmentarzu Wojskowym na Powązkach w Warszawie (kwatera FII-6-10).
Jego żoną była Elżbieta, z domu Zambrzycka, znana także jako Elżbieta Augustyn (1938-2007), która była pracownikiem Ministerstwa Spraw Wewnętrznych PRL.

## Odznaczenia
- Order Sztandaru Pracy II klasy (1984)[5]
- Krzyż Komandorski Orderu Odrodzenia Polski
- Krzyż Oficerski Orderu Odrodzenia Polski (1971)
- Krzyż Kawalerski Orderu Odrodzenia Polski
- Złoty Krzyż Zasługi
- Medal Komisji Edukacji Narodowej (1985)
- Złoty Medal „Siły Zbrojne w Służbie Ojczyzny”
- Srebrny Medal „Siły Zbrojne w Służbie Ojczyzny”
- Brązowy Medal „Siły Zbrojne w Służbie Ojczyzny”
- Złoty Medal „Za zasługi dla obronności kraju”
- Order Wojny Ojczyźnianej I stopnia – ZSRR (1968)[potrzebny przypis]
- Medal Za Umocnienie Braterstwa Broni – ZSRR (1981)[potrzebny przypis]
- Odznaka Honorowy Pracownik Bezpieczeństwa Publicznego KGB – ZSRR (1983)[potrzebny przypis]